# Nicrophorus quadraticollis
Nicrophorus quadraticollis är en skalbaggsart som beskrevs av Gaston Portevin 1903. Nicrophorus quadraticollis ingår i släktet Nicrophorus och familjen asbaggar. Inga underarter finns listade i Catalogue of Life.